# Tetraponera mandibularis
Tetraponera mandibularis é uma espécie de formiga do gênero Tetraponera, pertencente à subfamília Pseudomyrmecinae.